# Assassinato de Blaze Bernstein
Em 10 de janeiro de 2018, Blaze Bernstein, estudante do segundo ano da Universidade da Pensilvânia, de 19 anos, foi encontrado morto em um parque em Condado de Orange, Califórnia, oito dias depois de ter sido dado como desaparecido. Ele estava visitando sua família em Lake Forest, Califórnia, quando foi morto. Ele foi esfaqueado dezenove vezes. Dois dias depois, Samuel Woodward, um dos ex-colegas de escola de Bernstein e membro do grupo terrorista neonazista Atomwaffen Division, foi preso e acusado de assassinar Bernstein. Como Bernstein era abertamente gay e judeu, as autoridades declararam que Bernstein foi vítima de um crime de ódio. Cinco mortes tiveram ligações com a Atomwaffen Division durante oito meses, de 2017 ao início de 2018.

## Blaze Bernstein
Bernstein nasceu em 27 de abril de 1998, em Condado de Orange, Califórnia, filho de Gideon Bernstein, sócio da Leisure Capital Management, e Jeanne Pepper, ex-advogada que se aposentou da advocacia em 2000 para criar seus três filhos. Depois de concluir o ensino médio na Orange County School of the Arts, Blaze matriculou-se como estudante de graduação na Universidade da Pensilvânia.

## Processos judiciais
O juiz presidente inicialmente acusou Woodward de assassinato e uso pessoal de arma mortal. Em agosto de 2018, duas acusações de crime de ódio foram acrescentadas devido à orientação sexual de Bernstein. Woodward, que foi ligado à cena do crime por evidências de DNA, declarou-se inocente. Uma audiência pré-julgamento foi realizada em janeiro de 2019.
O advogado de Woodward afirmou que Woodward tem síndrome de Asperger e problemas relacionados à sua própria identidade sexual.
Woodward, que tinha 20 anos na época do crime, pode ser condenado à prisão perpétua sem liberdade condicional se for considerado culpado. Ele inicialmente enfrentou uma sentença máxima de 26 anos de prisão pelas acusações de homicídio e porte de arma, antes da adição das melhorias nos crimes de ódio. A fiança de Woodward foi inicialmente fixada em US$ 5 milhões, mas na audiência em novembro de 2018, o juiz decidiu negar totalmente a fiança de Woodward, devolvendo-o à custódia enquanto aguarda o julgamento.
Devido à crise de COVID, Woodward permaneceu em confinamento desde sua última aparição no tribunal em 2018. Seu julgamento foi provisoriamente agendado para começar em 2021, embora uma série de adiamentos o tenha adiado até 15 de julho de 2022.
Em 15 de julho de 2022, um juiz do Condado de Orange suspendeu temporariamente o processo criminal depois que o advogado de defesa de Woodward disse que tinha preocupações sobre sua competência para ser julgado. No final de outubro de 2022, especialistas em saúde mental consideraram Woodward competente, e uma audiência pré-julgamento foi agendada para janeiro de 2023.